# Thyrocopa acetosa
Thyrocopa acetosa là một loài bướm đêm thuộc họ Oecophoridae. Nó là loài đặc hữu của Kauai.
Cánh trước dài 10 mm.